# Β-Cryptoxanthin
β-Cryptoxanthin ist eine chemische Verbindung aus der Gruppe der Carotinoide mit geschlossenem β-Ionon-Ring.
Beim Cryptoxanthin unterscheidet man α- und β-Cryptoxanthin, je nachdem, ob es sich von α- oder β-Carotin durch Einführung einer Hydroxygruppe in einen Iononring ableiten lässt. β-Cryptoxanthin ist ein Provitamin A, allerdings kann nur ein Molekül Vitamin A pro Molekül β-Cryptoxanthin gebildet werden.

## Vorkommen

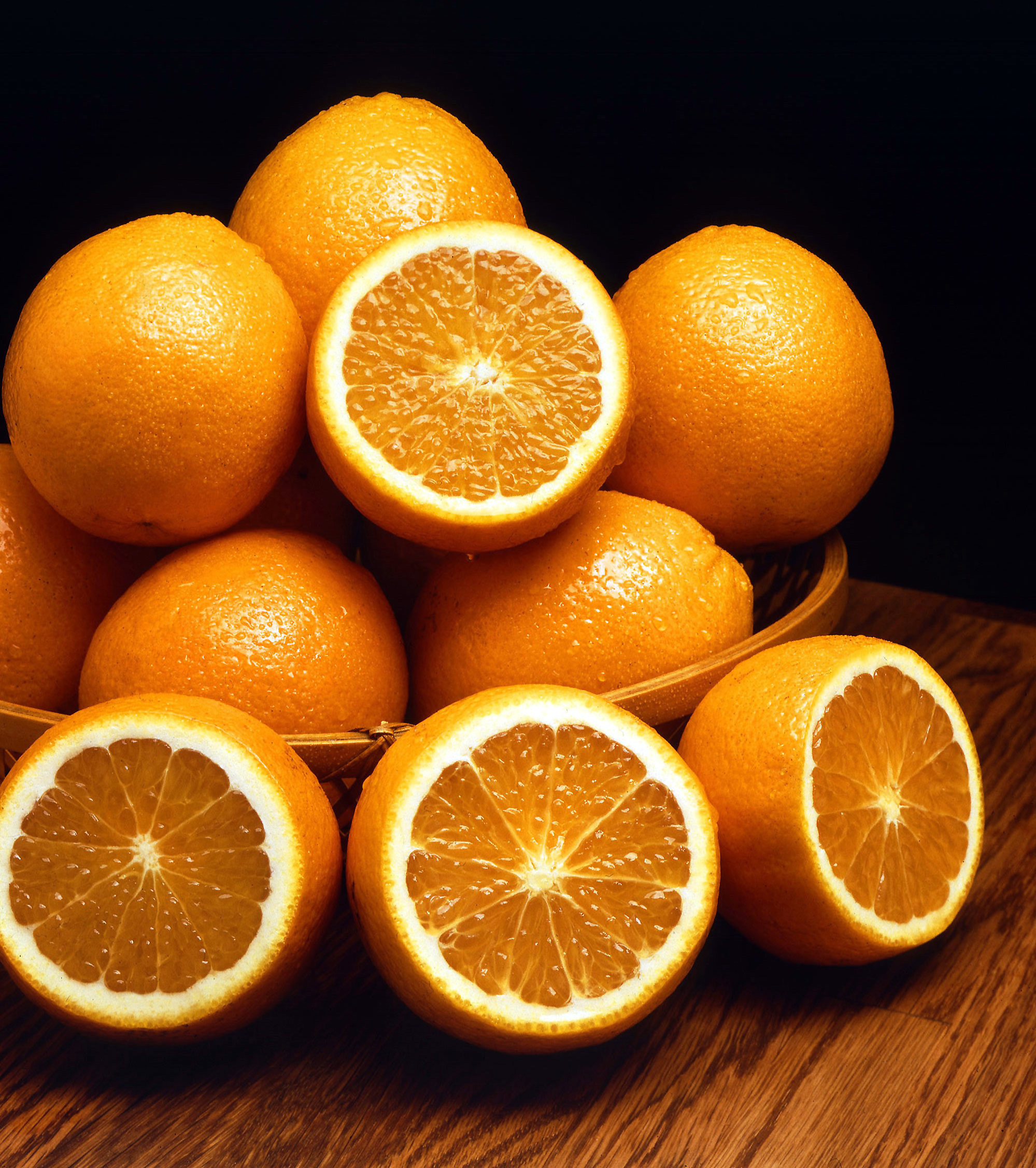
Orange

Beide Cryptoxanthine kommen in Orangen vor, die wahrscheinlich die größte Vielfalt von allen Lebensmitteln an Carotinoiden enthalten (α-, β-Carotin, Lutein, α-, β-Cryptoxanthin, Violaxanthin und viele andere). Cryptoxanthine kommen auch in der Papaya, Karotten, Paprika, Mandarinen, Weizenkeimöl, Physalis, im Kürbis und anderen Früchten, in der Butter und im Eidotter vor. Sie sind als gelbes Pigment in der Blüte der Sonnenblume (Helianthus annuus) enthalten. α- und β-Cryptoxanthin sind in Form von Estern neben Lutein und Zeaxanthin in der menschlichen Haut enthalten. Es ist auch im menschlichen als auch im Blutplasma von Primaten nachweisbar, wobei die Konzentration niedriger als β-Carotin und Lutein ist. Die Konzentration ist gewöhnlich bei Frauen höher als bei Männern. Die Halbwertszeit im menschlichen Blut ist kleiner als 12 Tage.

## Eigenschaften
β-Cryptoxanthin ist ein roter Feststoff, der praktisch unlöslich in Wasser ist.

## Verwendung
β-Cryptoxanthin soll zusammen mit Zink präventiv gegen rheumatoide Arthritis wirken. Als Lebensmittelfarbstoff ist es trotz Unschädlichkeit nicht zugelassen. Es gibt Hinweise auf krebsvorbeugende Wirkungen bei Lungenkrebs.